# Папиниан
Эмилий Папиниан (лат. Aemilius Papinianus; ок. 150 — 212) — выдающийся римский юрист и государственный деятель, оказавший огромное влияние на последующее развитие мирового правоведения. По глубине правовой мысли Папиниан считается самым значительным представителем древнеримской юриспруденции.
Сочинения Папиниана, появившиеся в конце эпохи расцвета римского права, отличаются предельной ясностью, краткостью и строгостью слога. Они по праву считаются во многих отношениях самыми лучшими из всех трактатов, когда-либо написанных древнеримскими правоведами. В 426
 году трудам Папиниана была придана обязательная юридическая сила (см.: Responsa prudentium). 595 фрагментов из них вошли в состав Дигест.
Представляется вполне закономерным, что более полутора тысяч лет спустя после написания Папинианом своих работ, его правовой гений и сформулированные им концепции нередко вдохновляли создателей европейских законов в области гражданского права при разработке ими соответствующих правовых положений, включая проект Кодекса Наполеона.

## Жизнеописание
Несмотря на широчайшую известность Папиниана как самого выдающегося юриста всех времен, сведений о нём самом и о его жизненном пути сохранилось чрезвычайно мало.
Известно, что Папиниан родился при императоре Антонине, около 150 года. Если верно то, что император Септимий Север был женат на сестре Папиниана, то Папиниан был родом из Сирии (город Гемезы). Многие исследователи римского права и историки склоняются к мысли о том, что Папиниан в довольно юном возрасте оказался в Риме, куда переехал сам или со своими близкими.
Считают также, что Папиниан был учеником выдающегося римского юриста Квинта Цервидия Сцеволы (ум. после 193 года), у которого он учился вместе с будущим императором Септимием. По окончании учёбы Папиниан, вероятно, некоторое время преподавал право в юридической школе в Бейруте, которая в ту эпоху считалась одной из лучших в империи.
Папиниан находился в близкой дружбе с Септимием Севером, что оказало влияние на всю его карьеру и на дальнейшую судьбу. При этом римском правителе он занимал ряд важных должностей, в том числе и пост начальника ведомства петиций («magister libellorum»), в чьи обязанности входило отвечать на прошения и вопросы (в основном юридического характера), адресованные императору различными должностными и частными лицами.
После казни известного древнеримского политика Луция Фулвия Плавциана (150—205), занимавшего при дворе Септимия Севера должность начальника преторианцев (лат. praefectus praetorio), Папиниан получил назначение на его место. В те времена должность префекта претория, подчинявшегося лишь императору, была наивысшей в империи. Она предполагала осуществление префектом не только высших военных, но и высших судебных и административных функций в государстве.
Кроме того, в конце жизни, в 207 году (по другим данным в 208 году), Папиниан сопровождал Септимия Севера во время его последнего военного похода в Британию.

## Сочинения
В отличие от своих учеников Ульпиана и Юлия Павла, Папиниан оставил после себя относительно немного сочинений, большинство из которых он написал в почтенном возрасте. Так, его перу, в частности, принадлежат три сборника по гражданской юриспруденции.
Первый из них, состоявший из 37 книг, назывался «Вопросы» («Quaestiones»). В этом сборнике, опубликованном в период правления Септимия Севера (193—198), Папиниан развил свою основную правовую доктрину в полемической форме, сталкивая и анализируя различные мнения и взгляды по наиболее трудным аспектам права.
Второй труд, насчитывавший 19 книг и называвшийся «Мнения» («Responsa»), был написан в период правления Септимия Севера и Каракаллы (198—211). В нём Папиниан, рассматривая выдвигаемые сторонами мотивы и доводы в обоснование своих противоположных позиций, предлагал конкретные решения их требований и притязаний. Таким, образом, если в «Вопросах» этот мастер античной юриспруденции выступал в основном в качестве наставника или преподавателя права, то в «Мнениях» он действовал как судья, разрешающий конкретные споры.
Третий трактат, называвшийся «Дефиниции» («Definitiones»), был опубликован в последние годы жизни Папиниана. Основная цель этого произведения состояла в формулировании четких правил и кратких максим по тем или иным правовым вопросам, которые возникали в практической деятельности судов.

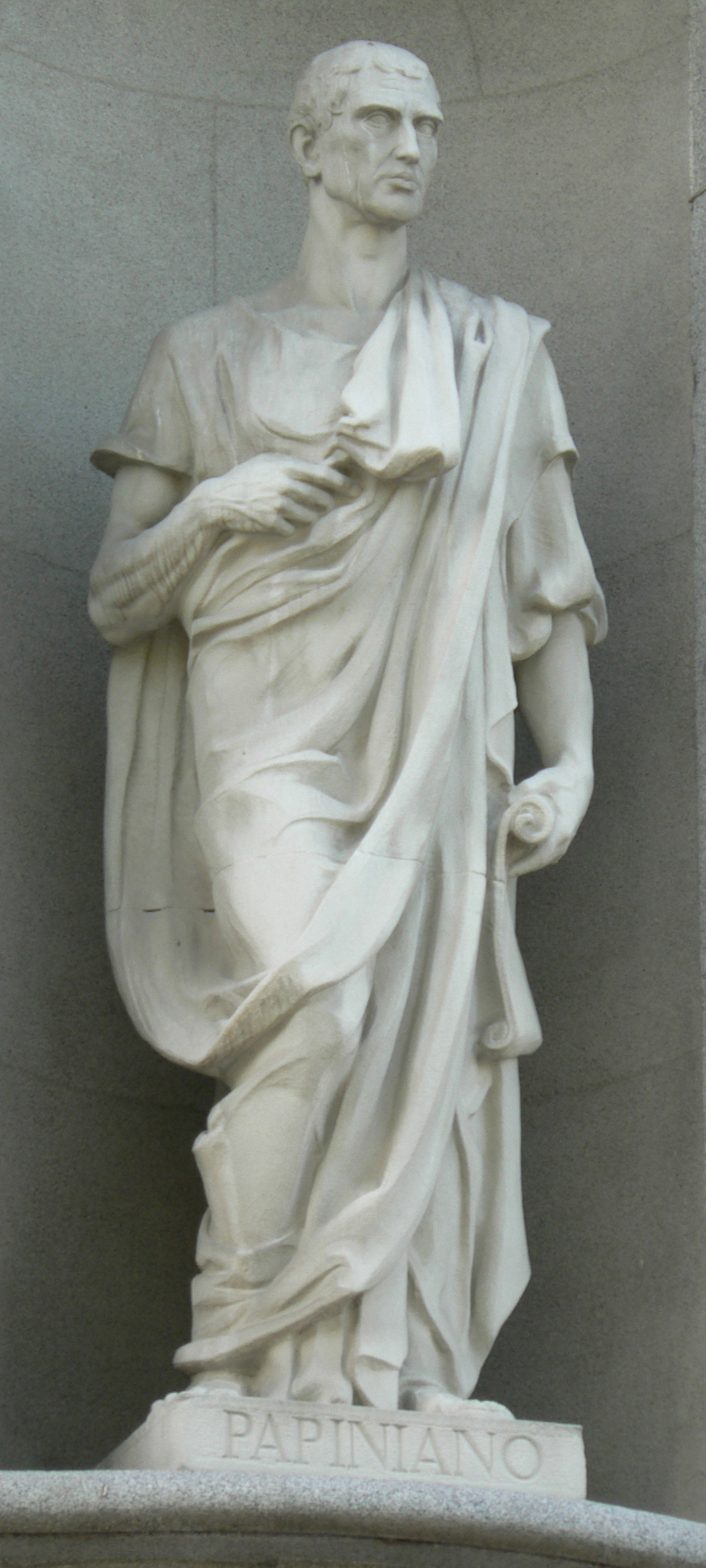
Статуя Папиниана в Мадриде

Примерно в это же время Папиниан написал ещё одно сочинение на греческом языке, посвященное актуальным на тот момент правовым аспектам деятельности эдилов в городах Римской империи. Использование греческого языка в данном случае объяснялось тем, что в эпоху Папиниана в некоторых провинциях империи греческий язык был уже более распространен, чем латынь. Таким образом, это произведение имело в основном цель правового пособия и было адресовано определенной категории римских чиновников.
Очевидно, в 206 году или близко к этой дате он также написал ещё один свой известный трактат в двух книгах «О прелюбодеянии» («De adulteriis»). Этот трактат фактически явился комментарием к отмененному ранее Закону Юлия о прелюбодеянии (Lex Julia de adulteriis), который по настоянию Папиниана Септимий Север вновь ввел в действие, чтобы положить конец процветавшей в империи чрезмерной распущенности нравов. Впоследствии Папиниан написал в качестве дополнения к этому трактату отдельную книгу, посвященную процессуальным вопросам, связанным с практическим применением Закона Юлия.
Работы Папиниана дошли до наших дней в основном в виде выписок и выдержек, содержащихся в различных источниках. Помимо Дигест, Бревиария Алариха и Римского законодательства бургундов, эти выписки содержатся также в сборнике под названием «Сравнение божьих законов Моисея и законов римлян» («Lex Dei Mosaicarum et Romanarum Legum Collatio») и в ватиканских Фрагментах. Что касается подлинных текстов, то за исключением найденных в свое время в Египте отрывков из Книг V и IX сборника Responsa, они не сохранились.
В целом труды Папиниана представляют собой «сочинения, передающие в ясном освещении массу отдельных вопросов права, великие по формулированию и по определенности решения этих вопросов и отличающиеся уменьем согласовать установленные законом нормы с особенностями каждого отдельного случая» (Р. Зом).
Глубину мышления Папиниана подчеркивает одно из предписаний императора Юстиниана, содержащееся в п. 4 его Конституции «Omnem». Согласно этому предписанию, увековечивающему память о Папиниане, студенты римского права третьего курса должны были именоваться «папинианистами», то есть учениками, достаточно созревшими для того, чтобы изучать серьезные работы великого Папиниана.
Древнеримские авторы «Истории августейших особ» («Historia Augusta»), (в частности, Элий Спартиан) очень высоко ценили Папиниана, нередко именуя его «прибежищем справедливости и сокровищницей правовых знаний» («juris asylum et doctrinae legalis thesaurum»).
Необычайно высокого мнения о Папиниане был и император Юстиниан. В частности, в своих Конституциях «Deu auctore» (п. 6) и «Omnem» (п.п. 1.4) он отзывался о правоведческом гении Папиниана в самых восторженных словах. В разных местах упомянутых документов византийский император называл его то «самым блестящим» (splendissimus), то «самым гениальным» (summi ingenii), то «непревзойденнейшим» (sublimissimus), то «утонченнейшим» (acutissimus), то «благороднейшим» (pulcherrimus), то величайшим (maximus) из всех юристов.
В свою очередь автор шестикнижной «Новой истории» византийский историк конца пятого века Зосим назвал Папиниана «человеком, который своими знаниями и умением излагать свои мысли превзошел всех римских законодателей прежних и грядущих времен». Тысячу лет спустя после Зосимы великолепный знаток древнеримской истории Жак Кюжа в своих «Записках о Кодексе Феодосия», писал, что «до Папиниана не было более великого правоведа, и после него уже больше не будет».
Метод Папиниана был казуистическим, но при решении отдельных случаев он пользуется трудами своих многочисленных предшественников, подвергая их беспристрастной и серьёзной критике, свободной от всяких полемических увлечений. Язык его краток и точен. По дошедшим до нас отрывкам из его сочинений можно только лишь отчасти судить об этих высоких качествах его трудов, вызывавших, в целом, общее восхищение последующих за ним римских и византийских юристов.
Как юрист и государственный деятель, Папиниан «соединял в себе этическую силу нравственно развитой личности с греческим изяществом и римской глубиной и остротой мысли». «То, чему он учил и к чему стремился в жизни, а именно — сделать невозможными все проявления безнравственного, это он запечатлел своей смертью: он пал от руки убийцы (212 год н. э.), так как противопоставлял братоубийственным планам Каракаллы непоколебимое сопротивление» (Р. Зом).

## Смерть

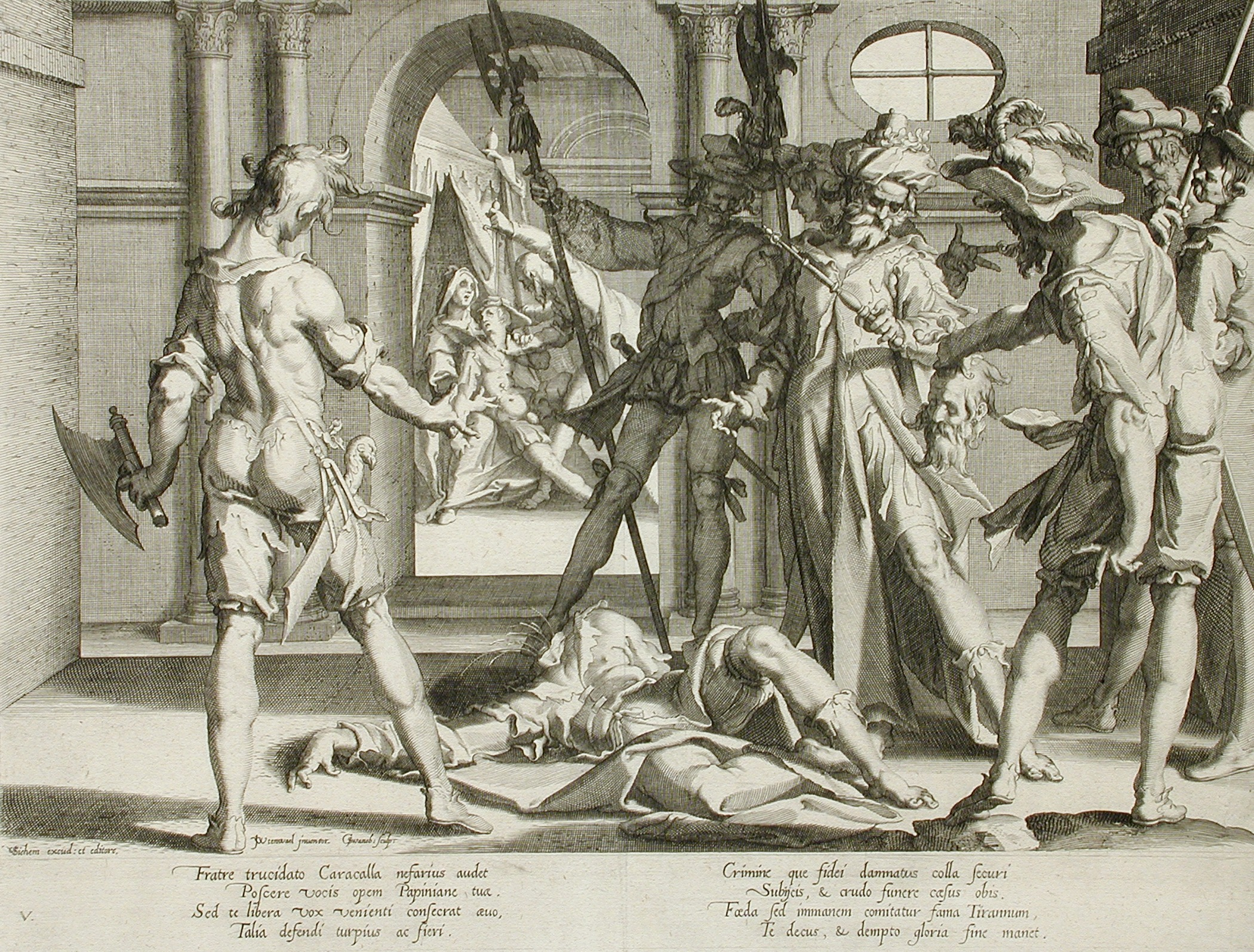
Гравюра Виллема ван Сваненбурга по мотивам картины Иоахима Эйтеваля «Обезглавливание римского судьи Папиниана» (1606)

Смерть Септимия Севера в 211 году круто изменила благополучное положение Папиниана. После кончины Севера его преемниками на императорском троне стали двое его сыновей Каракалла и Гета. Однако после очень короткого периода совместного правления Римом из-за попыток Каракаллы стать единовластным правителем между братьями возникла непримиримая вражда. Пытаясь примирить сыновей Севера, Папиниан вызвал к себе лютую ненависть Каракаллы.
После того, как в феврале 211 года Каракалла, не желавший ни с кем делить императорский трон, убил своего брата, Папиниан, будучи человеком высочайшей нравственности, ни минуты не колеблясь между выбором жизни или чести, отказался выступить перед Сенатом в защиту убийцы.
В ответ на просьбу Каракаллы о его защите Папиниан произнес слова, возбудившие гнев императора: «non tantum facile parricidium excusari posse, quam fieri» (не так легко извинить братоубийство, как совершить его) или, по другому источнику: «illud esse parricidium aliud accusare innocentem occisum» (одно дело убийство, но совсем другое — обвинить невинно убиенного). Менее чем через год Папиниан поплатился за этот смелый, самоотверженный шаг своей жизнью. Подробности гибели Папиниана передаются разными авторами по-разному. Смерть Папиниана стала темой пьесы Андреаса Грифиуса (1659).